# Сен-Валери-сюр-Сомм (кантон)

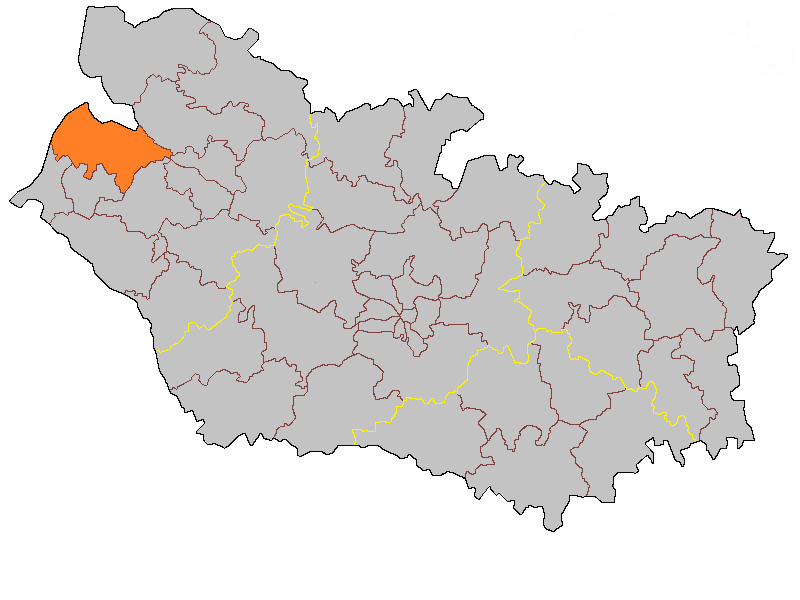
Кантон Сен-Валери-сюр-Сомм на карте департамента Сомма

Сен-Валери-сюр-Сомм (фр. Saint-Valery-sur-Somme) — упраздненный кантон во Франции, регион Пикардия, департамент Сомма. Входил в состав округа Абвиль.
В состав кантона входили коммуны (население по данным Национального института статистики за 2009 г.):
- Арре (868 чел.)
- Буамон (459 чел.)
- Брютель (187 чел.)
- Кайё-сюр-Мер (2 813 чел.)
- Ланшер (1 033 чел.)
- Мон-Бубер (535 чел.)
- Панде (1 142 чел.)
- Сен-Блимон (944 чел.)
- Сен-Валери-сюр-Сомм (2 873 чел.)
- Сеньвиль (392 чел.)
- Франлё (512 чел.)
- Эстребёф (266 чел.)

## Экономика
Структура занятости населения:
- сельское хозяйство — 11,8 %
- промышленность — 13,8 %
- строительство — 6,8 %
- торговля, транспорт и сфера услуг — 41,5 %
- государственные и муниципальные службы — 26,1 %

## Политика
На президентских выборах 2012 г. жители кантона отдали в 1-м туре Марин Ле Пен 27,0 % голосов против 25,2 % у Франсуа Олланда и 24,6 % у Николя Саркози, во 2-м туре в кантоне победил Олланд, получивший 51,6 % голосов (2007 г. 1 тур: Саркози — 26,0 %, Сеголен Руаяль — 21,8 %; 2 тур: Саркози — 53,1 %). На выборах в Национальное собрание в 2012 г. по 3-му избирательному округу департамента Сомма они поддержали кандидата Социалистической партии Жана-Клода Бюизина, набравшего 30,5 % голосов в 1-м туре и 52,0 % - во 2-м туре. На региональных выборах 2010 года в 1-м туре победил список социалистов, собравший 27,5 % голосов против 25,0 % у списка «правых» и 15,7 % у Национального фронта. Во 2-м туре «левый список» с участием социалистов и «зелёных» во главе с Президентом регионального совета Пикардии Клодом Жеверком получил 46,2 % голосов, «правый» список во главе с мэром Бове Каролин Кайё занял второе место с 32,1 %, а Национальный фронт с 21,7 % финишировал третьим.
|  | Кандидат        | Партия                  | % голосов |
|  | --------------- | ----------------------- | --------- |
|  | Николя Лоттен   | Прочие правые           | 67,84     |
|  | Кристель Фландр | Социалистическая партия | 32,16     |